# Tolokas
Tolokas är en kulle i Mikronesiens federerade stater. Den ligger i kommunen Oneisom och delstaten Chuuk, i den västra delen av landet, 700 km väster om huvudstaden Palikir. Toppen på Tolokas är 175 meter över havet.